# هيجة الدار (المقاطرة)

تعديل مصدري - تعديل

هيجة الدار هي إحدى قرى عزلة زعازع بمديرية المقاطرة التابعة لمحافظة لحج، بلغ تعداد سكانها 378 نسمة حسب تعداد اليمن لعام 2004.